# 田中雅夫
田中 雅夫（たなか まさお、1912年6月11日 - 1987年11月7日）は日本の写真評論家。写真家の濱谷浩、濱谷了一は実弟。本人は「養子」に出たために、姓が「田中」となっている。

## 来歴
東京出身。東京高等工芸学校（現千葉大学工学部）卒。弟である濱谷浩の甥には、プロ歌手もいた。雑誌「日本カメラ」の編集長も務め、日本写真全集（全12巻・小学館）の編集も行った。1937年には、濱谷浩とともに、「銀工房」という写真スタジオを開設した。また、瀧口修造らの、前衛写真協会にも参加した。田中の写真を撮る技法は、繊細で前衛的な手法だった。
1967年、日本リアリズム写真集団の副理事長に、伊藤逸平、藤本四八とともに選出。理事長は田村茂。田中は、KPS（関東写真技術学校）の講師を秋山庄太郎、細江英公、植田正治らとともに務めた。

## 主著
- ヌードフォト入門・アルス（1950）
- 写真におけるリアリズム・日本カメラ社（1956）
- 写真一二〇年史・ダヴィッド社（1959）
- 写真東京風土記・毎日新聞社（1964）
- 組写真をどうつくるか・ダヴィッド社（1969）
- 写真130年史・ダヴィッド社（1970）
- 海外の写真家100人（川上四郎と共著）・ダヴィッド社（1975）
- 風景写真研究・朝日ソノラマ（1976）
- カメラマンになるには・ぺりかん社（1979）
- 私の昭和写真史・東洋書店（1980）

## 写真集/写真誌
- 写真集「民謡山河」（須田一政・冬青社・2007年）
  - 写真月刊誌「日本カメラ」に連載（全24回）。連載は田中雅夫の文章とのコラボレーションであり、共同作品とも言える。[5]、[6]